# Alasmidonta triangulata
Alasmidonta triangulata је шкољка из реда Unionoida и фамилије Unionidae. 

## Угроженост
Ова врста се налази на листи угрожених.

## Распрострањење
Сједињене Америчке Државе су једино познато природно станиште врсте тачније Алабама, Флорида и Џорџија.

## Станиште
Станиште врсте су слатководна подручја. 